# Национальная комиссия правды и примирения (Чили)
Национальная комиссия правды и примирения (исп. Comisión Nacional de Verdad y Reconciliación), также известна как «Комиссия Реттига» (исп. Comisión Rettig) — орган, созданный по указу Президента Чили Патрисио Эйлвина в ходе переходного процесса к демократическому правлению с целью определения числа пострадавших от массовых репрессиий, совершённых во время военной диктатуры генерала Аугусто Пиночета в период с 11 сентября 1973 года по 11 марта 1990 года, в целях содействия примирению всех чилийцев и без ущерба для судебных процедур, которые могут быть инициированы в результате выявленных нарушений прав человека.
В состав комиссии вошли 10 человек во главе с юристом и политическим деятелем Раулем Реттигом, которые в течение 9 месяцев осуществляли работу по изучению документов и допросу свидетелей преступлений. Ответственность за обеспечение работы комиссии была возложена на Министерство внутренних дел Чили.

## Состав
В состав Национальной комиссии правды и примирения вошли 10 человек, 6 из которых в том или ином статусе состояли в партиях правящей Коалиции партий за демократию, 2 представляли бывшую военную хунту и 2 были независимыми:
- Рауль Реттиг Гуссейн[исп.] — председатель комиссии, юрист, бывший сенатор и дипломат, член Радикальной партии[исп.];
- Хорхе Корреа Сатил[исп.] — секретарь комиссии, юрист, член ХДП;
- Хайме Кастильо Веласко[исп.] — юрист, адвокат и философ, бывший министр юстиции Чили (1968—1969), член ХДП;
- Хосе Луис Сеа Эганья[исп.] — юрист, профессор факультета политического и конституционного права Католического университета Чили, сторонник ХДП;
- Моника Хименес де ла Хара[исп.] — социальный работник, сторонник ХДП;
- Рикардо Мартин Диас[исп.] — институциональный[исп.] cенатор[Комм. 1], независимый правый;
- Лаура Новоа Васкес[исп.] — адвокат, сотрудник Codelco;
- Гонсало Виаль Корреа[исп.] — историк и юрист, бывший министр публичного образования Чили (1978—1979), независимый правый;
- Хосе Залакетт Дашер[исп.] — юрист, правозащитник.

Президент Чили Патрисио Эйлвин также входил в состав комиссии по должности.
Комиссия осуществляла свою деятельность на общественных началах, за исключением Хорхе Корреа и работников секретариата, работа которых оплачивалась Министерством юстиции.

## Результаты работы
8 февраля 1991 года комиссия представила президенту Эйлвину отчёт о своей работе (также известный как «доклад Реттига»).
Комиссия определяла в качестве «жертвы нарушения прав человека» лица, соответствующие любому из следующих оснований:
- Подвергнутые: насильственному похищению, смертной казни, неправомерному применению силы, злоупотреблению властью, пыткам или нападениям, приведшим к смерти.
- Погибшие в результате вооружённых столкновений или политических беспорядков.

В комиссию было передано в общей сложности 3920 дел, из которых:
- 2932 дела были рассмотрены;
- 515 дел не были рассмотрены, так как потерпевшие по ним не соответствовали вышеуказанным основаниям;
- 473 дела, персональных данных потерпевших в которых оказалось недостаточно для проведения какого-либо расследования.

По 2932 рассмотренным делам комиссия приняла следующие заключения:
- Потерпевшие по 2130 делам были признаны жертвами нарушения прав человека;
- Потерпевшие по 168 делам были признаны жертвами политически-мотивированного насилия;
- По 634 делам комиссия не смогла прийти к единому мнению.

С учётом вышесказанного комиссия приняла решение, что приговоры в отношении 2298 человек были вынесены неправомерно и потерпевшие либо члены их семей имеют право на получение компенсации от государства.
4 марта 1991 года Патрисио Эйлвин обратился с обращением к народу по чилийскому телевидению, в котором сообщил основные положения доклада Реттига.

«Как Президент Республики, я осмеливаюсь взять на себя представительство всей нации, чтобы от её имени попросить прощения у родственников жертв [...] [восстановив] публично и торжественно личное достоинство жертв, которые были унижены обвинениями в преступлениях, которые никогда не были доказаны и от которых у них никогда не было ни возможности, ни адекватных средств защиты».
Кроме того, в отчёте комиссии был предложен ряд рекомендаций, направленных на выработку компенсационных мер для семей жертв политических репрессий, многие из которых были учтены в Законе № 19.123, в соответствии с которым была создана Национальная корпорация по возмещению ущерба и примирению, чьей задачей являлась социальная поддержка указанных в докладе Реттига лиц.

## Критика
Работа комиссии Реттига вызвала недовольство командования Вооружённых сил страны. Сохранивший в соответствии с авторитарными положениями Конституции 1980 года пост Главнокомандующего Сухопутных войск генерал Пиночет заявил:

«Правами человека занимаюсь я. У меня 80 тысяч вооруженных людей... И у меня есть решение».
В свою очередь, родственники жертв диктатуры сочли доклад комиссии неполным и объединились в ассоциацию, требуя отмены «Закона об амнистии» 1978 года и проведения суда над военным командованием. Руководство Чили не решилось на это, что стало одной из причин резкого всплеска в первой половине 1990-х годов активности леворадикального подполья (ПФМР, МИР и МАПУ Лаутаро), для борьбы с которым Эйлвину пришлось создавать Координационный совет общественной безопасности во главе с Марсельо Шиллингом.
13 мая 1991 года Верховный суд Чили опубликовал заявление, в котором обвинил комиссию Реттига в нарушении статьи 73 Конституции 1980 года, в соответствии с которой полномочия по рассмотрению уголовных дел находились в исключительной компетенции судебной системы:

«Притязания другой ветви государственной власти или этой комиссии как её неотъемлемого инструмента, в смысле содействия ознакомлению с уголовными делами, пересмотра оснований или содержания судебных решений, должным и надлежащим образом основанных на фактических и юридических основаниях, возрождения устаревших процессов, представляет собой вопиющее посягательство на нормы, регулирующие ключевые институты государства, и на разумный баланс, который законодатель стремился установить между ними».